# 旺·威泰耶康
旺·威泰耶康（1891年8月25日—1976年9月5日），全稱公摩万·那拉底·蓬巴攀亲王，泰国親王、外交官，拉玛四世之孙。

## 生平
歷任泰國外交部部長（1952年至1958年），联合国大会主席（1956年），泰國副首相（1959年至1968年）等職務。他也是1943年大東亞會議和1955年萬隆會議:348的泰國代表。

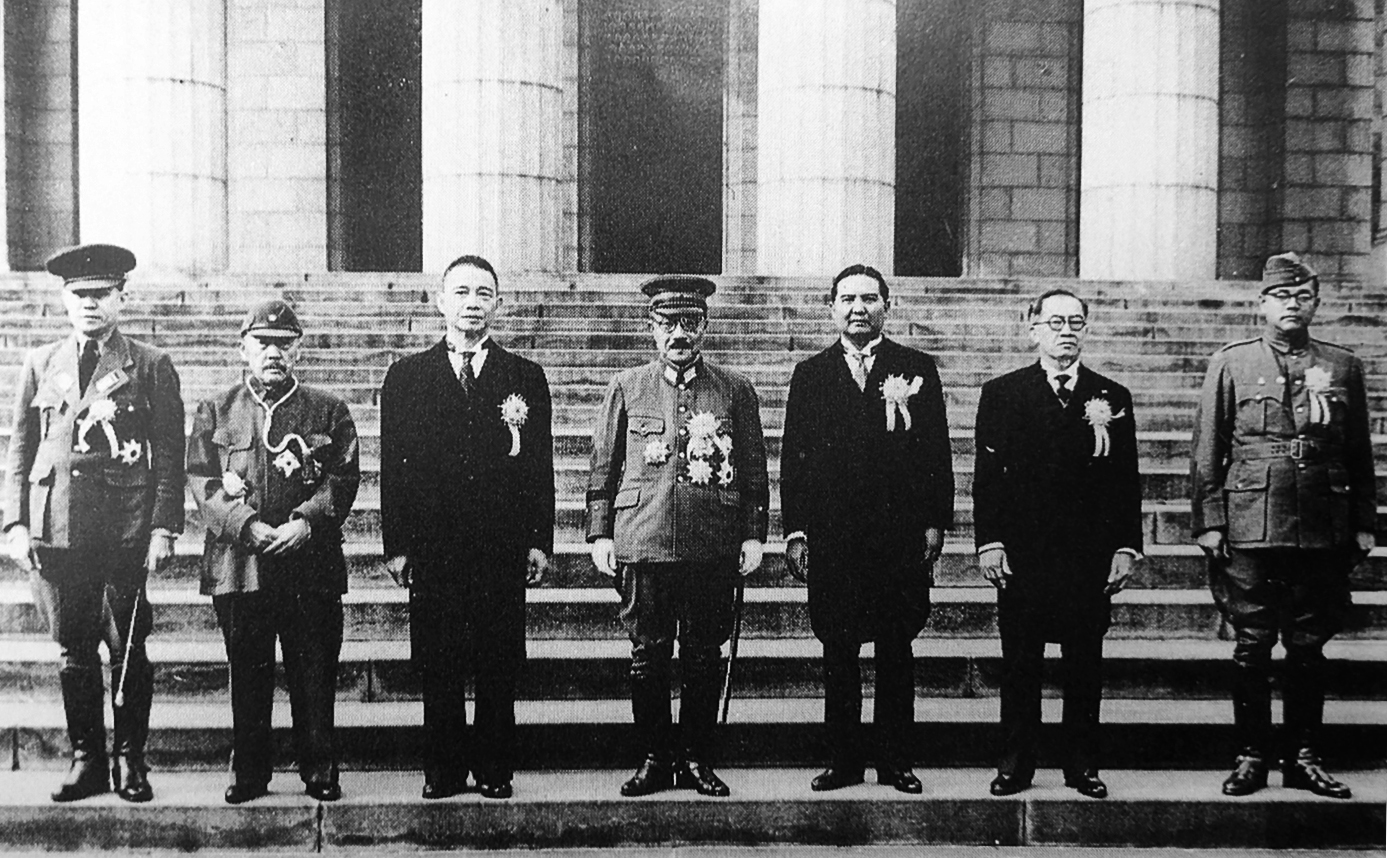
1943年11月5日参加大東亚会議的各国首脑。左起：巴莫、張景惠、汪兆銘、東條英機、旺·威泰耶康、何塞·帕西亞諾·勞威爾、苏巴斯·钱德拉·鲍斯

## 榮譽

### 殊勳
- 卻克里王室勳章（1891年8月25日）
- 杜沙迪·瑪拉人文科學獎章（1921年1月29日[3]）
- 杜沙迪·瑪拉國務獎章（1938年2月27日[4]）
- 大十字德意志雄鹰勋章（納粹德國，1938年[5]）
- 一等拉瑪八世王徽勳章（1938年11月28日[6]）
- 特等泰王冠勳章（1940年9月2日[7]）
- 一等拉瑪九世王徽勳章（1953年3月10日[8]）
- 邊務獎章（1962年5月14日[9]）
- 奧蘭治-拿騷騎士大十字勳章（荷蘭，1964年[10]）
- 護國瑪哈拉惹勳章（馬來西亞，1964年[11]）
- 一等男童軍表揚章（1967年8月29日[12]）
- 聖奧拉夫大十字勳章（挪威，1967年[13]）
- 奥地利共和国国家功勋大金质绶带勋章（奧地利，1967年[13]）